# 명주완
명주완(明柱完 1905 ~ 1977)은 대한민국의 의학자이자 의사이다. 한국내에서 신경정신과의학을 개척하였다.

## 같이 보기
- 명호진

## 참고 자료
명주완 - 한국민족문화대백과사전